# Gewerbefläche
Eine Gewerbefläche ist eine Fläche, die ausschließlich oder vorwiegend der Unterbringung von Industrie- oder Gewerbebetrieben dient.
Gewerbeflächen werden meist in Gewerbegebieten oder Industriegebieten ausgewiesen, um störende Einwirkungen von Betrieben wie Lärm, Geruch oder Gefahren auf Wohnbebauung zu vermeiden. Bereits im Flächennutzungsplan, der den Rahmen für die zukünftige städtebauliche Entwicklung einer Gemeinde vorgibt, werden daher gewerbliche Bauflächen von anderen Nutzungsarten getrennt ausgewiesen. Ihre baunutzungsrechtliche Bestimmung erhält eine Gewerbefläche durch den jeweils gültigen Bebauungsplan. Dieser regelt die in einem Gebiet erlaubte Nutzung nach den Vorgaben der deutschen Baunutzungsverordnung (BauNVO).
Gewerbeflächen werden von Gemeinden ausgewiesen. Sie richten sich dabei nach dem ihnen bekannten Bedarf. Da sich ein „Gewerbeflächen-Monitoring“ in den meisten Bundesländern noch im Aufbau befindet, kommt es insgesamt zu einem Überangebot von verfügbaren Gewerbeflächen in Deutschland. Dabei unterscheiden sich die ausgewiesenen Flächen jedoch teilweise erheblich in ihrer Qualität und Vermarktungsfähigkeit.

## Anforderungen an Gewerbeflächen
Die Eigenschaften einer Gewerbefläche sind ein wichtiges Kriterium bei der Wahl eines Unternehmensstandorts. Dabei wird zwischen harten und weichen Standortfaktoren unterschieden. Zu den harten Standortfaktoren zählen neben der Lage, also der geografischen Nähe zu Absatzmärkten, Zulieferern, Rohstoffen oder Forschungseinrichtungen die Leistungsfähigkeit der vorhandenen Infrastruktur, wie Verkehrsanbindung, Energieversorgung und Kommunikationsnetzen auch die wirtschaftlichen Rahmenbedingungen, wie Lohnkosten, Steuern und Arbeitsmarkt- bzw. Fachkräftesituation. Aber auch weiche Standortfaktoren, wie das kulturelle Umfeld oder das Image eines Standortes, spielen bei der Bewertung einer Gewerbefläche eine wichtige Rolle. Je nach Branche und Größe des Unternehmens gibt es deutliche Unterschiede in der Gewichtung der einzelnen Standortfaktoren.
Gewerbeflächen werden häufig von mittelständischen Unternehmen genutzt. Die sogenannten Unternehmensimmobilien lassen sich in vier Typen unterteilen: Transformations- und Produktionsimmobilien, Logistikimmobilien sowie Gewerbeparks. Können die jeweiligen Objekte mehrere Mieter sowie Nutzungs- und Flächenarten aufnehmen, spricht man von gemischt-genutzten Unternehmensimmobilien.

## Industriefläche
Gewerbeflächen eignen sich für Betriebe, die das Umfeld nur gering beeinträchtigen (§ 8 BauNVO). Dazu zählen Gewerbebetriebe aller Art, Lagerhäuser sowie Geschäfts- und Bürogebäude. Aber auch öffentliche Betriebe und Verwaltungen sowie Tankstellen und Sportanlagen.
Produktionsbetriebe, die aufgrund erhöhter Lärm-, Geruchs- oder Gefahrenaufkommen und 24/7-Produktion eine größere Beeinträchtigung ihrer Umwelt bedeuten, stellen andere Anforderungen an eine Gewerbefläche. Industrieflächen sind ausgewiesen in Industriegebieten und von Wohngebieten und Gebieten mit gemischter Nutzung ausreichend abgetrennt (§ 9 BauNVO). Sie sind für Schwerverkehr und Schienenverkehr erreichbar. Weitere Infrastruktur wie Strom-/Gasversorgung, Trink- und Industriewasser, Abwasserentsorgung ist erschlossen. Teilweise sind solche Industrieflächen mit speziellen Umweltauflagen belegt.

## Großflächen
Eine besondere Bedeutung haben große bis sehr große Gewerbeflächen. Sie werden für Großprojekte der Industrie benötigt, bei denen der Flächenbedarf oft 50 Hektar und mehr beträgt. Damit stellen sie eine besondere Herausforderung für die Regionalplanung dar. Denn Flächenentwicklungs- und Bebauungspläne müssen genügend Spielraum für die jeweilige Investition lassen und häufig über Gemeindegrenzen hinweg abgestimmt werden. Gleichzeitig erwarten Investoren optimale Standortbedingungen. Archäologie-, Baugrund- und Kampfmitteluntersuchungen sollten ohne Befund abgeschlossen sein. Strom- und Gasversorgung, Abwasserentsorgung, die Anbindung an Straße und Eisenbahn sollten schon bestehen oder kurzfristig realisierbar sein.
In den dicht besiedelten Regionen Westeuropas sind für die industrielle Nutzung geeignete freie Großflächen mit den erforderlichen Qualitätsmerkmalen eher selten. Neueinrichtungen bedürfen langer Vorlaufzeiten, die potenzielle Investoren abschrecken. Um der Konkurrenz durch andere Standorte, etwa in Osteuropa, begegnen zu können, zeichnet sich hier ein Umdenken ab. In Nordrhein-Westfalen, dem am dichtesten besiedelten Flächenstaat Deutschlands, weist der Landesentwicklungsplan vom 25. Januar 2017 zusätzlich zu normalen Gewerbegebieten gesondert vier Standorte für landesbedeutsame flächenintensive Großvorhaben aus, die für Produktionsbetriebe mit mindestens 80 Hektar Flächenbedarf reserviert sind. Eine erste Großfläche wurde in der Region Euskirchen, südwestlich von Köln, realisiert. Die 205 Hektar große Industrie- und Gewerbefläche „PrimeSite Rhine Region“ soll ausschließlich als Fläche für Großinvestitionen vermarktet werden. Damit ist sie eine der größten verfügbaren Gewerbeflächen in Europa.

## Vermarktung von Gewerbeflächen über Online-Datenbanken
Die Vermarktung von neu erschlossenen Gewerbeflächen liegt hauptsächlich bei den Gemeinden und Ländern und erfolgt dort meist durch die regionalen und kommunalen Wirtschaftsförderungsgesellschaften. Diese stellen dafür umfassende Informationen über die verfügbaren Grundstücke zur Verfügung. Dabei ist die systematische Erfassung des Gewerbeflächenbestands eine wichtige Voraussetzung für eine nachhaltige stadt- und regionalökonomische Entwicklung. Deshalb kommen in diesem Zusammenhang verstärkt Online-Datenbanken zum Einsatz. Diese bieten zudem eine effektive und transparente Möglichkeit der Angebotskommunikation. Diese Datenbanken liefern häufig nicht nur Sachdaten zu einer Gewerbefläche, sondern unterstützen den Investor bei seiner Suche nach dem passenden Grundstück auch mit Karten, Visualisierungen und weiteren wirtschaftsgeografischen Daten.
Investoren haben oft spezifische Anforderungen an eine Gewerbefläche in Bezug auf Erschließung und Infrastruktur. Deshalb bieten insbesondere die überregionalen Gewerbeflächenportale einen Vorteil bei Suche und Vermarktung, da diese ein wesentlich breiteres Angebot offerieren können als lokale Anbieter.
Mittlerweile betreibt die Mehrzahl der Wirtschaftsförderungsgesellschaften in den deutschen Bundesländern ein solches Online-Gewerbeflächenportal.
Dazu gehören zum Beispiel die Germansite von NRW.Invest mit Informationen zu verfügbaren Gewerbeflächen in Nordrhein-Westfalen, das kommunale Standort-Informations-System KomSIS in Niedersachsen, das Gewerbeflächenportal des Standortes Hessen, SISBY, das Standort-Informationssystem Bayern oder die landesweite Flächendatenbank in Baden-Württemberg.